# 科島吼猴
科島吼猴（Alouatta coibensis）是巴拿馬特有的一種吼猴。科島吼猴一般被認為是獨立的物種，原因是牠們的手及腳上的皮紋與長毛吼猴的不同，但線粒體DNA測試卻不能確實牠們是否長毛吼猴的亞種。

## 亞種
科島吼猴其下有兩個亞種：
- A. c. coibensis
- A. c. trabeata